# Алга (Курмангазинський район)
Алга́ (каз. Алға) — село у складі Курмангазинського району Атирауської області Казахстану. Адміністративний центр Макаського сільського округу.
У радянські часи село називалось Ногойбай.
Населення — 1880 осіб (2021; 1972 у 2009, 1878 у 1999, 1697 у 1989).